# Гиерокл (прорицатель)
Гиерокл (др.-греч. Ίεροκλῆς; V век до н. э.) — афинский прорицатель V века до н. э.
Участвовал в военном походе Перикла по усмирению восставшей Эвбеи 446/445 года до н. э. Об известности и популярности Гиерокла свидетельствует приказ стратегам со стороны Народного собрания выполнить все предписанные прорицателем жертвоприношения. После победы афинян жители эвбейского полиса Гестиеи были изгнаны в Македонию. Город заселили афинскими колонистами (согласно Феопомпу двумя, а Диодору Сицилийскому одной тысячей), среди которых был и Гиерокл.
Гиерокл представлен в одной из комедий Аристофана «Мир» 421 года до н. э. негативным второстепенным персонажем. В ней жадный и надоедливый жрец-предсказатель, который собирается сорвать заключение мира, приостановить выполнение жертвоприношения, которое по его мнению совершается не по правилам. Встретив отпор со стороны Тригея он меняет тактику и начинает выпрашивать кусок жертвенного мяса. В комедии Евполида «Полисы» 422 года до н. э. Гиерокл изображён праведником.